# 리처드 던
리처드 패트릭 던(Richard Patrick Dunne, 1979년 9월 21일 ~ )은 아일랜드의 은퇴한 축구 선수로, 포지션은 수비수였다. 또 아일랜드 축구 국가대표팀 소속으로 2002년 FIFA 월드컵과 UEFA 유로 2012에 참가하였다.
에버턴에서 프로 생활을 시작하였으며 2009년 애스턴 빌라로 이적하기 전까지, 약 10년간 맨체스터 시티에서 활약하였다.

## 클럽 경력

### 퀸즈 파크 레인저스
2013년 7월 15일, 던은 자유 계약 신분으로 퀸즈 파크 레인저스와 계약하였다.

## 수상

### 클럽
에버턴
- FA 유소년 컵 (1): 1998

맨체스터 시티
- 풋볼 리그 1부 (1): 2001-02

애스턴 빌라
- 풋볼 리그 컵 (1): 2009-10 (준우승)

퀸즈 파크 레인저스
- 풋볼 리그 챔피언십 플레이오프 결승 (1): 2014

### 개인
- PFA 올해의 팀 (1): 2010
- 아일랜드 축구 협회 올해의 성인 선수 (2): 2007, 2011
- 맨체스터 시티 FC 올해의 선수 (4): 2005, 2006, 2007, 2008